# Небеса
Небеса (множина од небо) представљају бесконачни простор изнад неба за који постоји веровање да се у њему налазе бића попут богова, анђела, духова, светаца и других. По неким веровањима то је место где почивају душе мртвих. Због оваквих веровања, термин је присутан у многим религијама, посебно у хришћанству и Библији. У неким случајевима се небеса поистовећују са рајем.